# Björn Molin
Björn Anders Molin, född 8 april 1932 i Örgryte församling i Göteborgs och Bohus län, död 16 augusti 2024 i Harplinge distrikt i Hallands län, var en svensk statsvetare och politiker (folkpartist).

## Biografi
Björn Molin blev filosofie doktor vid Göteborgs universitet 1966 på en avhandling om tjänstepensionsfrågan i svensk politik och var docent i statskunskap där 1966–1970 och universitetslektor 1970–1986. 
Molin var ledamot i Göteborgs stadsfullmäktige 1967–1970 och av Folkpartiets partistyrelse 1983–1987. Efter Ola Ullstens avgång som partiledare 1983 var Molin en av de starkaste kandidaterna till posten.
Molin var riksdagsledamot för Göteborgs kommuns valkrets 1971–1986. I riksdagen var han bland annat finansutskottets ordförande 1976–1979 och dess vice ordförande 1983–1986. Han var även gruppledare i Folkpartiets riksdagsgrupp 1978–1981. Han har också ingått i ett stort antal statliga utredningar, exempelvis som ordförande för EG-konsekvensutredningen inför Sveriges inträde i EU.
I mittenregeringen 1981–1982 var Molin handelsminister. 
År 1986 lämnade Molin riksdagen och han var därefter landshövding i Hallands län 1986–1997.

### Familj
Björn Molin var son till bibliotekarien och forskaren Nils Molin och bibliotekarien och forskaren Anna Röding. Han var sedan 1957 gift med Berit född Karlberg och de fick tillsammans tre barn.